# Solidarity of Arts
Solidarity of Arts (skrót: SofA) – festiwal organizowany przez Miasto Gdańsk, Urząd Marszałkowski Województwa Pomorskiego, Polski Instytut Sztuki Filmowej, Europejskie Centrum Solidarności oraz Polską Filharmonię Bałtycką, będący promocją kultury wysokiej wśród szerokiego grona odbiorców. Jest kontynuacją cyklu koncertów pt. Przestrzeń Wolności organizowanych w Stoczni Gdańskiej w latach 2005–2009. Pierwszy festiwal „Solidarity of Arts” odbył się 15 sierpnia 2009 r.

## Formuła
Najwybitniejsi polscy i zagraniczni twórcy razem realizują oryginalne projekty o wysokim walorze estetycznym i kulturalnym. Ponadto ideą festiwalu jest promowanie instytucji kultury związanej z Trójmiastem i Pomorzem.

## Edycje Festiwalu
| Data              | Tytuł przewodni       | Główni wykonawcy | Informacje dodatkowe |
| ----------------- | --------------------- | --- | --- |
| 2009, 15.08-03.09 | Dziwny jest ten świat | Fully Fullwood's Tosh meets Marley, Ian Gillan, Myslovitz, Orkiestra Symfoniczna Polskiej Filharmonii Bałtyckiej, Sir Neville Marriner, Anna Samuil, John Daszak, Artur Ruciński, The New College Choir Oxford, Państwowy Chór Filharmonii w Mińsku, Michael Nyman Band, Motion Trio | Motywy przewodnie – dwie rocznice: 20-lecia upadku komunizmu oraz 70-lecia wybuchu II wojny światowej 15 sierpnia: otwarcie festiwalu oraz ceremonia wręczenia Neptunów 17 sierpnia: sympozjum na temat inspiracji artystów ruchami wolnościowymi w Europie Środkowo-Wschodniej – impreza towarzysząca przeglądowi filmów dokumentalnych w kinach Neptun i Letnim w Gdańsku; wystawa fotograficzna Amnesty International pt. "Prawa człowieka w obiektywie. 60 lat Powszechnej Deklaracji Praw Człowieka". 22 sierpnia: odciśnięcie dłoni w Alei Gwiazd na dziedzińcu Polskiej Filharmonii Bałtyckiej (Ian Gillan); koncert "Dziwny Jest Ten Świat" 28 sierpnia: polska premiera filmu Andrzeja Fidyka "Yodok Stories"; prapremiera spektaklu "Zmierzch Bogów" w reżyserii Grzegorza Wiśniewskiego 31 sierpnia: odsłona druga odciśnięcia dłoni w Alei Gwiazd (Marcia Gay Harden); europejska premiera filmu „Dzieci Ireny Sendlerowej” 1 września: koncert „Requiem wojenne” Benjamina Brittena pod batutą Sir Neville’a Marrinera; performance „City on Fire – Holy Trinity on Fire” (autorzy: Thyra Hilden i Pio Diaz) 2 września: wernisaż „Labirynty pamięci” Mariana Kołodzieja 3 września: odsłona trzecia uroczystego odciśnięcia dłoni w Alei Gwiazd (Michael Nyman, Leszek Możdżer); koncert Michael Nyman Band i Motion Trio |
| 2010              | Możdżer+              | Leszek Możdżer, John Scofield, Marcus Miller, Zohar Fresco, Lars Danielsson | 20 sierpnia: ceremonia wręczenia Neptunów połączona z oficjalnym otwarciem festiwalu Solidarity of Arts 2010; warsztaty muzyczne z wybitnymi muzykami (Naná Vasconcelos, Charles Fox, Eddie Daniels i Mirabai Daniels) 21 sierpnia: występ Big Bandu Akademii Muzycznej w Gdańsku pod kierownictwem Leszka Kułakowskiego, odciśnięcie dłoni w Alei Gwiazd (Eddie Daniels, Marcus Miller); wystawa fotografii Marka Karewicza pt. "This Is Jazz"; widowisko jazzowe Możdżer+ 29 sierpnia: odciśnięcie dłoni w Alei Gwiazd (Paweł Mykietyn); prapremiera "VIVO XXX" Pawła Mykietyna 5 września: premiera opery "Makbet" w reżyserii Marka Weissa, z udziałem Katarzyny Hołysz i Vittorio Vitelliego |
| 2011              | Marcus+               | Marcus Miller, Tomasz Stańko, Edmar Castaneda, Trilok Gurtu, Angélique Kidjo, Sean Jones, Marek Napiórkowski | 12 sierpnia: ceremonia wręczenia Neptunów 13 sierpnia koncert pt. "World Orchestra (Podróż do korzeni muzyki)" (Grzech Piotrowski, Azat Bikchurin, Marcel Comendant, Sinikka Langeland, Taisia Krasnopevtseva, Ruth Wilhelmine Meyer, Vladiswar Nadishana, Espen Leite Skarpengland, Theodosii Spassov, Siergiej Starostin, Marcin Wasilewski, Huun-Huur-Tu, Chór Angelite z Bułgarii, Alchemik Orchestra) 20 sierpnia: odciśnięcie dłoni w Alei Gwiazd (Angélique Kidjo i Trilok Gurtu); widowisko jazzowe Marcus+ 24 sierpnia: koncert inauguracyjny oficjalnej orkiestry polskiej prezydencji w Radzie UE – I, CULTURE Orchestra, dyr. Paweł Kotla, solista: Peter Jablonski 27 sierpnia: premiera spektaklu "Sprawa operacyjnego rozpoznania" w reżyserii Zbigniewa Brzozy 2 września: Organowa Rewolta Jeana Guillou (koncert muzyki organowej z 9 światowej sławy organistami, światowe prawykonanie "Czterech tańców heweliańskich" Pawła Szymańskiego) |
| 2012              | Stańko+               | Maksim Wiengierow, Tomasz Stańko Project, Quincy Jones, Chaka Khan, Stanisław Soyka, R.U.T.A. Beat i Power of the Horns Brass Ensemble, Brodka, Kayah, Mika Urbaniak, Richard Bona i Mandekan Cubano, Urszula Dudziak, NDR Bigband | 8 sierpnia: "W poszukiwaniu muzycznej doskonałości", Maxim Vengerov 11 sierpnia: widowisko jazzowe Stańko+ 17 sierpnia: instalacja "Koncert na wstążki"; ceremonia wręczenia Neptunów 2012 30 sierpnia: "Mundial: gra o wszystko", premiera filmu dokumentalnego Michała Bielawskiego 2 września: premiera „Genesis, kantata 1945” |
| 2013              | McFerrin+             | Bobby McFerrin, Atom String Quartet, The Bulgarian Voices – Angelite, Laboratorium, Urszula Dudziak, Maksim Wiengierow, Orkiestra Kameralna Akademii im. Yehudi Menuhina, Państwowy Chór Filharmonii w Mińsku, Orkiestra Symfoniczna Polskiej Filharmonii Bałtyckiej | 17 sierpnia: odciśnięcie dłoni w Alei Gwiazd (Bobby McFerrin, Urszula Dudziak); widowisko jazzowe McFerrin+ 23 sierpnia: ceremonia wręczenia Neptunów 2013 25 sierpnia: „Maria”: gdańska premiera oraz „Trzy wieczory z operą Romana Statkowskiego” w reżyserii Michaela Gielety 8 września: Maksim Wiengierow i Orkiestra Menuhina – koncert zamykający 5. edycję festiwalu Solidarity of Arts |
| 2014              | Esperanza+            | Esperanza Spalding, Wayne Shorter, Herbie Hancock, Milton Nascimento, Marcus Miller, Terri Lyne Carrington, Oumou Sangaré, The Pedrito Martinez Group, Zohar Fresco, Ingrid Jensen, Leo Genovese, Alex Han, Louis Cato, Leszek Możdżer, Zbigniew Namysłowski, Paweł Pańta, Krzysztof Ścierański, Wojciech Waglewski i Voo Voo, Kapela ze Wsi Warszawa, Orkiestra Symfoniczna Polskiej Filharmonii Bałtyckiej pod dyr. Clarka Rundella | 16 sierpnia: widowisko jazzowe Esperanza+ |
| 2015              | Swing+                | Patti Austin, Kurt Elling, Stanisław Soyka, Ewa Bem, Hanna Banaszak, Aga Zaryan, WDR Big Band, New York Voices, Wojciech Karolak, Roger Berg Big Band, Pasadena Roof Orchestra | 15 sierpnia: widowisko jazzowe Swing+ 16 sierpnia: koncert muzyki poważnej Classic+ (Leszek Możdżer, Motion Trio, Mariusz Patyra, Orkiestra Symfoniczna Polskiej Filharmonii Bałtyckiej) |